# Pterygotrigla
Pterygotrigla – rodzaj morskich ryb skorpenokształtnych z rodziny kurkowatych (Triglidae).

## Klasyfikacja
Gatunki zaliczane do tego rodzaju:
| - Pterygotrigla amaokai - Pterygotrigla andertoni - Pterygotrigla arabica - Pterygotrigla cajorarori - Pterygotrigla draiggoch - Pterygotrigla elicryste - Pterygotrigla gomoni - Pterygotrigla guezei - Pterygotrigla hafizi | - Pterygotrigla hemisticta - Pterygotrigla hoplites - Pterygotrigla leptacanthus - Pterygotrigla macrolepidota - Pterygotrigla macrorhynchus - Pterygotrigla megalops - Pterygotrigla multiocellata - Pterygotrigla multipunctata - Pterygotrigla pauli | - Pterygotrigla picta - Pterygotrigla polyommata - Pterygotrigla robertsi - Pterygotrigla ryukyuensis - Pterygotrigla saumarez - Pterygotrigla soela - Pterygotrigla spirai - Pterygotrigla tagala - Pterygotrigla urashimai |